# 紫峰尺蛾
紫峰尺蛾（学名：Dindica purpurata）为尺蛾科峰尺蛾屬下的一个种。